# Ingénieur des télécommunications
En France, un ingénieur des télécommunications est soit un membre du Corps des ingénieurs des télécommunications (aujourd’hui fusionné avec le Corps des mines), soit un ingénieur civil des télécommunications.

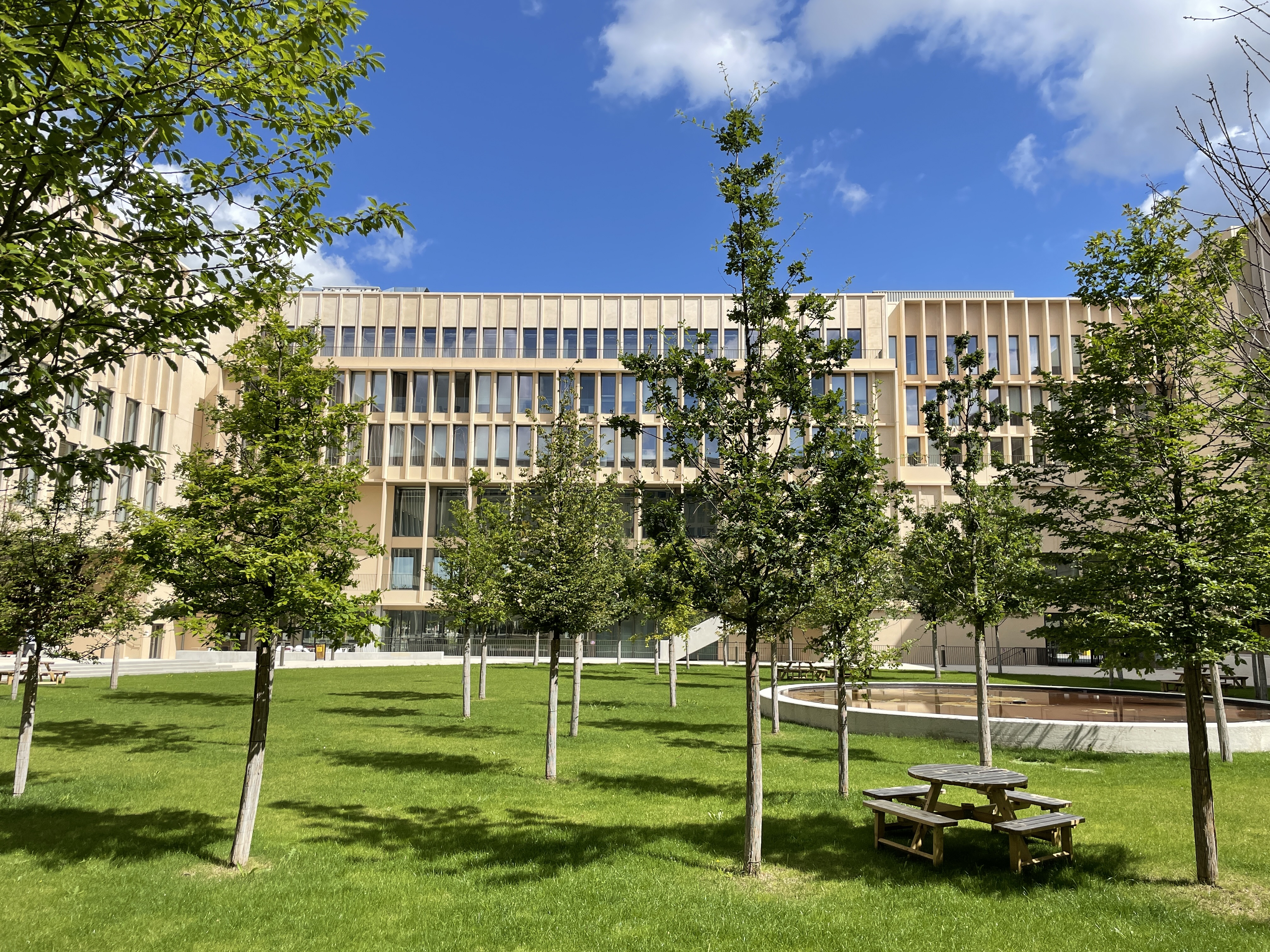
Télécom Paris

Les ingénieurs du Corps des télécommunications (ou ingénieur des télécommunications tout court) étaient des fonctionnaires formant un des grands corps techniques d’encadrement supérieur de la fonction publique d’État, à vocation interministérielle. Leur activité dépassait le domaine des télécommunications et touchait toutes les technologies de l'information et de la communication. En 2005 on comptait 185 emplois budgétaires d'ingénieur des télécommunications au sein des ministères. Les membres de ce corps étaient en majorité d'anciens élèves de l’École polytechnique, d’autres étant anciens élèves de l’École normale supérieure (ENS), voire des ingénieurs provenant de promotions internes. En outre, ils avaient généralement été élèves (élèves-ingénieurs ou ingénieurs-élèves) dans l'École nationale supérieure des télécommunications (désormais rebaptisée « Télécom Paris »), voire l’École nationale supérieure des mines de Paris (parfois appelée « Mines ParisTech »). Par décret 2009-63 du 16 janvier 2009, portant statut particulier des ingénieurs des mines, le Corps des télécommunications a été fusionné avec le Corps des mines, dont les missions ont été étendues aux technologies de l’information, et dont les membres occupent des emplois de la fonction publique concernant le numérique et les télécommunications. 
Les ingénieurs civils des télécommunications, non membres du corps, sont les ingénieurs diplômés de l’une des écoles d’ingénieurs des télécommunications, notamment de celles regroupées au sein de l'institut Mines-Télécom. On trouve des ingénieurs civils des télécommunications dans différents domaines de l’économie où ils apportent leurs connaissances en matière de technologies de l’information, voire leurs compétences d’ingénieur généraliste.

## Histoire
Les ingénieurs des télécommunications (IGT) étaient avant 1967 les ingénieurs des télégraphes.  
Leur statut est régi par le décret 67-715 du 16 août 1967 dont la dernière modification a été réalisée par le décret n°2006-96 du 1er février 2006. Ils sont compétents pour traiter toute question de nature scientifique, technique, administrative, organisationnelle, économique ou sociale concernant le développement, l'utilisation ou le contrôle des technologies de l'information et de la communication et des services qui leur sont associés. Ils ont vocation à exercer des fonctions d'encadrement, de direction, de contrôle, d'inspection, d'évaluation de politiques publiques, d'étude, d'expertise et de recherche ou d'enseignement.
Les ingénieurs des télécommunications ont contribué au développement des télécommunications et des technologies de l'information en France en particulier :
- dans les années 1950 avec la mise en place du Centre national d'études des télécommunications (Cnet) qui a initié des travaux aboutissant dix à quinze ans plus tard à l'invention de la commutation électronique et à la création de l'industrie des télécommunications spatiales ;
- à partir du milieu des années 1970 avec le plan de rattrapage de l'équipement téléphonique en France ;
- dans les années 1980 avec le lancement des premières études sur la téléphonie mobile numérique, devenue GSM ;
- dans les années 1990 avec les brevets sur le codage du son et de l'image ayant conduit aux normes MPEG ;
- ils ont contribué au processus d'ouverture des télécommunications en France à la fois en aidant à transformer la direction générale des Télécommunications en une entreprise, France Télécom, à capitaux aujourd'hui majoritairement privés, et en participant à la création d'une régulation en France avec l'Autorité de régulation des télécommunications (ART) devenue depuis Arcep.

Les ingénieurs des télécoms étaient employés pour la plupart par la direction générale des Télécommunications, qui était partie prenante de l'organisation de l'État et rattachée au ministère des Postes et Télécommunications jusqu'à la création de l'établissement public France Télécom, au début des années 1990. À cette date, un travail a été réalisé par Michel Combes et J.P. Souzy pour déterminer les besoins de l'État en ingénieurs des télécommunications et le nombre qui serait nécessaire. Le recrutement annuel d'IGT a alors progressivement baissé et les IGT ont progressivement vu leur débouché de fin d'études s'orienter vers les services de l'État sur les questions liées aux technologies de l'information et vers les autorités de régulation (Arcep et CSA) ; depuis le début des années 2000, France Télécom ne recrute plus d'IGT en fin de formation sauf ponctuellement dans ses services de recherche et développement.
À la suite d'une étude réalisée en 2007 par M. Combes, ingénieur des télécoms, et M. Mortureux, ingénieur des mines, il a été décidé par le gouvernement que le Corps des télécommunications fusionnerait le 1er février 2009 avec le Corps des mines, dépendant lui aussi du ministère de l'Économie, de l'Industrie et de l'Emploi.

## Métiers de l’ex-corps des télécommunications
Les mille cent ingénieurs de l’ex-corps des télécommunications en activité sont employés pour un tiers environ en activité dans les administrations ou les services publics, pour un tiers dans le groupe France Télécom / Orange, et pour un tiers dans les autres entreprises. Ils travaillent avec les entreprises ou services suivants :
- les administrations françaises (ministères chargés de l'Industrie, de la Défense, de l'Intérieur, etc.) et leurs services déconcentrés (directions régionales de l'Environnement, de l'Aménagement et du Logement en particulier) ;
- les autorités de régulation (Arcep, CSA, etc.) ;
- les établissements de recherche et/ou d’enseignement (Inria, institut Mines-Télécom, etc.) ;
- les opérateurs télécoms (Orange, SFR, Bouygues Telecom, etc.) ;
- les industriels des technologies de l'information (Alcatel-Lucent, Nortel, Comverse, Bull, Capgemini, Technicolor, Thales, Facebook, Google, etc.) ;
- entre 5 et 10 % des ingénieurs des télécommunications sont créateurs d'entreprise ou entrepreneurs.

Cette liste n'est pas exhaustive. Outre les secteurs des télécommunications et de l'informatique, on retrouve aussi les ingénieurs des télécommunications dans la banque et la finance ainsi que dans les administrations françaises et européennes.
Les ingénieurs, en activité dans le domaine public, sont classés selon les grades administratifs suivants : ingénieur-élève, ingénieur, ingénieur en chef, ingénieur général. Chaque niveau comporte un certain nombre, variable, d'échelons.
Les ex-ingénieurs des télécommunications, désormais devenus ingénieurs du Corps des mines, sont gérés par le Conseil général de l'économie, de l'industrie, de l'énergie et des technologies depuis la fusion avec le Corps des mines (ancien Conseil général des technologies de l'information, le CGTI, créé en 1996).

## Ingénieur civil des télécommunications

### Accès aux formations
Les modes de recrutement des écoles diffèrent selon les filières de formation et selon la longueur de leurs études.
Concernant les écoles membres ou associées à l'Institut Mines-Télécom, les principaux modes de recrutement sont les suivants :
- sur concours à l’issue des classes préparatoires scientifiques ;
- sur titres et sélection à partir d’un diplôme universitaire de licence ou master ;
- sur épreuves et entretien en apprentissage pour les titulaires d’un diplôme universitaire de technologie (DUT) ;
- sur titres avec un Bachelor ou un Master (ou équivalent) depuis une université européenne et étrangère dans le cadre d’un accord de mobilité inter-établissement ;
- sur titres avec un diplôme d’ingénieur de l’École polytechnique.

Les élèves-ingénieurs recrutés par le concours commun Mines-Ponts effectuent trois ans d’études.
Les élèves-ingénieurs recrutés sur titres effectuent deux ans d’études s’ils sont titulaires d’un Master 1 ou 2 scientifique ou trois ans s’ils sont titulaires d’une licence scientifique.

### Métiers
Le métier le plus répandu chez les diplômés des écoles des télécommunications, à la sortie de leurs écoles, est le conseil (près d’un tiers des diplômés). Viennent ensuite les études et le développement informatiques avec près d’un quart des diplômés.
à parts à peu près égales, on trouve ensuite les métiers du commercial et du management, la recherche et le développement (« R & D ») et les études ainsi que l’enseignement, enfin les autres métiers au premier rang desquels la finance.
D’une manière générale, l’enseignement généraliste dispensé par les écoles des télécommunications explique la diversité des métiers exercés par les ingénieurs civils des télécommunications.

## Liste des écoles d'ingénieurs des télécommunications
De nombreuses écoles d'ingénieurs françaises proposent un enseignement spécialisé des télécommunications. La plupart des établissements ne se limitent pas à ce domaine et possèdent des départements d'informatique, d'électronique ou encore de mathématiques appliquées liés au cursus.
L'enseignement des télécommunications comprend notamment une formation en systèmes, équipements matériels et techniques des réseaux, de par la forte expansion des réseaux téléphoniques mobiles et surtout d'Internet. Ci-après une liste non exhaustive des écoles proposant des formations dans ce domaine. Les écoles publiques et privées ne sont pas différenciées.

### Ile-de-France
- Ecole d'ingénieurs Sup Galilée Nobel

- Télécom ParisTech, membre de l'Institut Mines-Télécom[1]
- Télécom SudParis, avec sur le même campus son école sœur Institut Mines-Télécom Business School, situé à Évry, membre de l'Institut Mines-Télécom
- L'option informatique et télécommunications de l'École centrale Paris
- Supélec en tronc commun (deuxième année notamment[2],[3]) et dans plusieurs majeures (Télécommunications[4], EC[5], SERI[6] et photonique[7])
- La majeure Signal et Télécommunications de l'ESME Sudria
- La majeure Systèmes Embarqués et de Télécommunications de l'Institut Polytechnique des Sciences Avancées, IPSA
- La majeure Télécommunications et Réseaux de l'École centrale d'électronique
- La majeure Télécommunications et Traitement du Signal, ainsi que la majeure Réseau par la voie de l'apprentissage de l'ESIEE Paris
- La formation d'ingénieurs en télécommunications de l'Institut Galilée, université Paris XIII;
- L'École nationale supérieure de l'électronique et de ses applications, ENSEA, Cergy-Pontoise
- L'École supérieure d'ingénieurs en informatique et génie des télécommunications, ESIGETEL, située à Villejuif (Val-de-Marne) Ligne 7 du métro et du tramway
- L'institut supérieur d'électronique de Paris, ISEP
- La majeure Télécommunications de l'École pour l'informatique et les techniques avancées, EPITA

### Ouest
- Enssat, École Nationale Supérieure des Sciences Appliquées et de Technologie, créée en 1986 à Lannion, où le CNET (désormais Orange Labs) s'est implanté en 1960
- Télécom Bretagne, créée en 1977 et maintenant sous le nom IMT Atlantique, membre de l'Institut Mines-Télécom[8]
- La majeure Télécommunications et Réseaux de l'ISEN-Brest, créée en 1994, membre de l'ISEN [9]
- Le département systèmes et réseaux de communication de l'INSA de Rennes
- L'option télécommunications et réseau de la spécialité Informatique et Télécommunications de l'ESIR, Rennes
- La filière « Électronique et Télécommunications » de l'ENSIL, Limoges
- L'École nationale supérieure d'électronique, informatique et radiocommunications de Bordeaux, ENSEIRB, Bordeaux
- Le département réseaux - télécommunications de l'INSA de Toulouse
- Le département Télécommunications et Réseaux de l'ENSEEIHT à Toulouse
- Le département Systèmes de Télécommunications et Réseaux Informatiques (STRI)  de l'UPSSITECH à Toulouse

### Sud-Est
- Télécom Saint-Etienne, école associée à l'Institut Mines-Télécom
- L'Institut Eurécom de Sophia-Antipolis, filiale de l'EPFL et de l'Institut Mines-Télécom
- L'option télécoms et réseaux du département d'électronique de Polytech'Nice Sophia
- Le département Microélectronique et Télécommunications de Polytech Marseille
- L'option « Télécom » de l'ISITV à Toulon
- L'Institut supérieur d'électronique et du numérique, ISEN
- La filière « Systèmes embarqués et objets connectés » commune à Grenoble INP - Ensimag et Grenoble INP - Phelma
- L'Institut EERIE de l'École des mines d'Alès
- Le département Télécommunications, Services et Usages de l'INSA de Lyon, créé en 1998 à la suite du fossé constaté entre les départements Informatique et Génie Électrique

### Nord et Est
- Télécom Lille 1, filiale de l'Université Lille 1 et de l'Institut Mines-Télécom
- Télécom Nancy, composante de l'Université de Lorraine associée à l'Institut Mines-Télécom
- Télécom Physique Strasbourg, composante de l'Université de Strasbourg associée à l'Institut Mines-Télécom
- Le génie Ondes, Nano-Electronique et Télécoms de l'École Centrale de Lille
- La majeure Réseaux Informatique et Télécommunications de l'ESIEE Amiens
- La formation Systèmes, Réseaux et Télécommunications de l'Université de technologie de Troyes
- L'UTBM, basée à l'IUT de Belfort-Montbéliard